# 平田神社 (渋谷区)
平田神社（ひらたじんじゃ）は、東京都渋谷区代々木にある、江戸時代の国学者平田篤胤を祀った神社である。

## 由緒
平田神社は、復古神道を創始して古典文化の復興に寄与し、その学問は「草莽の国学」として日本近代化のさきがけとなり、明治維新の原動力の源泉ともなった江戸時代後期の国学者平田篤胤（安永5年8月24日（1776年10月6日）－天保14年閏9月11日（1843年11月2日））を祭祀する神社で、篤胤は没後の弘化2年（1845年）3月、「神霊真柱大人（かむたまのみはしらのうし）」の諡名霊神号を白川伯王家より賜っている。学問文化、医学健康、豊かな生活（財運）、世直しの霊験あらたかな神社として知られ、近年は、神代文字の御朱印が評判になっている。
平田篤胤を祭神として祀る神社の創建運動は、篤胤の子孫や在東京の門人たちより始まった。平田神社の由緒を記した「明細書」によれば、篤胤を祀った祠は、明治2年（1869年）11月、当時、篤胤の養子で気吹舎当主の平田銕胤が居住していた京都の屋敷のなかに創建されたとしている。そして、銕胤が永年暮らしてきた江戸（東京）に戻ってきたことにともない、明治5年（1872年）8月、武蔵国葛飾郡柳島横川町（現、東京都墨田区）に平田邸の邸内社として平田神社が創祀された。
明治11年（1878年）、銕胤の子、平田胤雄（平田延胤弟）が平田神社を正式な神社として認めてもらうよう、東京府知事楠本正隆に宛てて上申書を提出した。なお、上申書に名を連ねたのは以下の19名であった。
| 神官 - 砂原宣久（神官） 信仰人総代 - 吉田正功（東京府士族） - 中田新之丞（東京府士族） - 青木作兵衛（平民農） | 門人総代 - 生口寛平（岡山県平民） - 長船朔一郎（岡山県平民） - 高瀬美佐雄（秋田県士族） - 三木鉄弥（士族） - 村瀬清（東京府士族） | - 渡辺重石丸（大分県士族） - 関葦雄（長野県士族） - 井上頼圀（平民） - 足立正雅（東京府士族） - 古川豊彭（士族） - 青柳高鞆（千葉県士族） | - 師岡正胤（東京府士族） - 葛城彦一（鹿児島県士族） - 矢野玄道（愛媛県士族） - 平田胤雄（士族） |

創建運動は実り、1881年（明治14年）11月、明治天皇の下賜金をもとに東京小石川第六天町（現、東京都文京区小石川一丁目）に遷座した 。
第二次大戦の空襲により小石川の社殿は焼失。戦後社地が地下鉄車庫（小石川車両基地）の用地として収用されることとなり、1959(昭和34)年11月に現在地（渋谷区代々木）に再遷座した。
歴代宮司としては、第6代の米田勝安が知られる。

## 所蔵資料

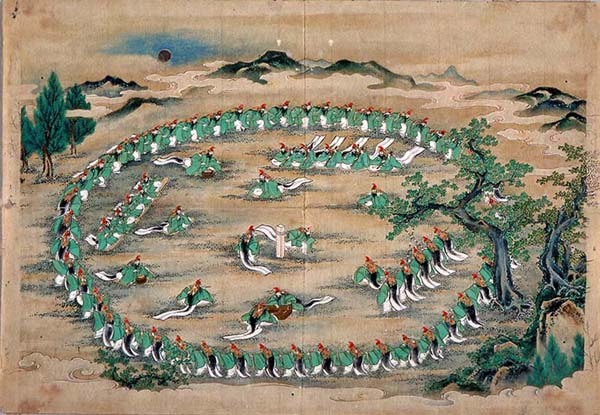
『仙境異聞』「七生舞の図」1819年
----
篤胤は、天狗小僧寅吉の異界での話を聞き書きしたが、文章だけでは物足りず、絵師を呼んで神仙界の「七生舞」を絵画で表現した。

篤胤が蒐集した書籍や文書の草稿、書簡類、物品、刷り物、軸物等は膨大な数に上っており、篤胤逝去後は、銕胤の管理するところとなった。こうして伝えられた平田家関連資料は、明治初年、政府修史局に保管されることとなったが、のちに返還され、以後は平田宗家の秘蔵するところとなった。気吹舎門人の井上頼圀や久保季茲は、門外不出とされた平田家文書を実見したといわれる。史資料は、平田神社創建以後は同神社の所蔵するところとなった。2002年（平成14年）から2004年（平成16年）にかけて、同資料は千葉県佐倉市の国立歴史民俗博物館によって分析・考究され、その成果が報告書や企画展のかたちで発表された。目録としては、「平田篤胤関係資料目録」宮地正人編「平田国学の再検討(一)(二)(三)」がある。

## 祭神
平田篤胤大人命

## 主な祭事
- 11月3日（文化の日）:例祭
- 毎月1日:月次祭

## 年譜
- 1872年（明治5年）、柳島横川町に平田家邸内社として創祀。
- 1881年（明治14年）11月、東京小石川第六天町に遷座。
- 1959年（昭和34年）11月、現在地（渋谷区代々木）に遷座。
- 1987年（昭和62年）6月、社殿その他施設全面新築完成。

## アクセス
- 山手線、中央・総武線、都営地下鉄大江戸線「代々木駅」　徒歩7分
- 小田急小田原線「南新宿駅」　徒歩5分